# Pilpelchuma
Le pilpelchuma ou filfil chuma (en hébreu : פלפלצ'ומה) est une sauce piquante composée de piments et d’ail.

## Historique
C’est traditionnellement le principal condiment utilisé par les Juifs de Libye. Il a commencé à être employé dans la cuisine israélienne, au milieu du XXe siècle, avec la migration de cette communauté vers Israël.

## Préparation
Il a une consistance similaire à celle du concentré de tomates et est disponible en Israël conditionné dans un tube ou dans un pot. Il est également couramment préparé à la maison.
Ses deux principaux ingrédients sont des piments doux et forts, séchés en été, cuits à la vapeur, avec de l'ail. On peut y rajouter de l'huile d'olive, des graines de cumin et de carvi moulues, du jus de citron et de sel.

## Usages
Le pilpelchuma est utilisé comme condiment et comme ingrédient pour accompagner des salades, de la viande, du poisson, des légumineuses et des plats de riz.
En Israël, il est employé dans les sandwichs aux falafels, les shawarma, les escalopes de poulet, les sabich, et pour napper le houmous. Il est particulièrement populaire à Jérusalem, dans la variété locale de la shakshuka, car la région abrite une importante communauté juive libyenne,.
Le pilpelchuma s’est popularisé dans les pays occidentaux et est utilisé comme condiment dans des plats tels que la salade de pommes de terre.
Elle s'utilise comme trempette (par exemple dans la cuisine éthiopienne), comme marinade pour les viandes, ou comme assaisonnement de base pour ragoûts et sauces.